# Celene
Celene (in greco antico: Κελαιναί?, Kelainái; in latino Celaenae) era un'antica città della Frigia, situata sulla via che portava ad oriente.

## Storia
Secondo Erodoto, proprio nella piazza principale di Celene sgorgava uno degli affluenti del fiume Meandro, il fiume Marsia, che riprende il nome dall'omonimo personaggio mitologico, con la cui pelle (sempre secondo Erodoto) era stato ottenuto un otre, appeso nella stessa piazza. Sulla riva sinistra del fiume, poco a nord della città, nell'estate del 497 a.C. l'esercito persiano sconfisse l'esercito ribelle della provincia di Caria.
In epoca achemenide fu sede del palazzo di Serse I, mentre Ciro vi organizzò un'enorme riserva dedicata agli animali selvatici.
La sua acropoli venne restaurata da Alessandro Magno e il suo successore Eumene, ne fece la capitale del suo regno, come Antigono. Passò poi nelle mani di Lisimaco, finché Antioco I costruì una nuova città con migliori possibilità di sviluppo data l'importanza della zona, Apamea.
Secondo una leggenda a Celene morì Ancuro, figlio di Mida: dopo che una voragine si aprì in città e che un oracolo predisse al re che per chiuderla avrebbe dovuto gettarvi dentro ciò che possedeva di più caro, questi vi ammassò oro a argento, senza però ottenere alcun risultato; Ancuro capì che l'oracolo parlava proprio lui, ciò che Mida aveva di più prezioso in quanto suo figlio: decise allora di lanciarsi a cavallo dentro la voragine e allora la terra si richiuse.